# Flavio Merkel
Flavio Merkel (Génova, 6 de setembro de 1942 - Roma, 22 de agosto de 2004), foi um crítico de cinema, colaborador de programação da RAI - Radiotelevisione Italiana, e militante histórico do movimento gay italiano.